# Gaultheria angustifolia
Gaultheria angustifolia là một loài thực vật có hoa trong họ Thạch nam. Loài này được Brandegee mô tả khoa học đầu tiên năm 1908.